# Syzygium rhopalanthum
Syzygium rhopalanthum är en myrtenväxtart som beskrevs av Rudolf Schlechter. Syzygium rhopalanthum ingår i släktet Syzygium och familjen myrtenväxter.
Artens utbredningsområde är Nya Kaledonien. Inga underarter finns listade i Catalogue of Life.